# Les Authieux-Papion

Les Authieux-Papion este o comună în departamentul Calvados, Franța. În 1 ianuarie 2018 avea o populație de 62 de locuitori.